# LÉ Ferdia (A16)
A LÉ Ferdia (A15) az Ír haditengerészet segédhajója volt. Nevét az ulsteri ciklus legendás hőséről, Ferdiáról (Ferdiad) kapta. Járőrhajóként szolgált. Eredetileg egy dán hajó, az MFV Helen Basse volt, az INS 1977-78-ban bérelte, majd később szeizmikus kutatóhajó lett.

## Fordítás
Ez a szócikk részben vagy egészben  a   LÉ Ferdia (A16) című angol Wikipédia-szócikk ezen változatának fordításán alapul.  Az eredeti cikk szerkesztőit annak laptörténete sorolja fel. Ez a jelzés csupán a megfogalmazás eredetét és a szerzői jogokat jelzi, nem szolgál a cikkben szereplő információk forrásmegjelöléseként.